# Mozilla
Mozilla（モジラ）は、旧ネットスケープコミュニケーションズ（以下ネットスケープ）や同社が開発したインターネット関連アプリケーションソフトウェアなどいくつかの意味を持つ。現在はウェブブラウザの「Mozilla Firefox（モジラ・ファイアーフォックス）」「Mozilla Application Suite（モジラ・アプリケーション・スイート）」を開発する 「Mozilla Foundation（モジラ・ファウンデーション）」（以降「ファウンデーション」）を指すことが多い。様々な意味を持つ「Mozilla」の単語には以下のものがある。

## Mozillaプロジェクト

### Mozilla Foundation
「Mozilla」はしばしば、ネットスケープが次世代のインターネットスイートを開発するために設立・作成された自由ソフトウェアおよびオープンソースプロジェクトの名称に冠される。Mozilla Organizationは新しいスイートを作成することを目的として、1998年に設立された。その後、2003年7月15日に非営利団体になったファウンデーションに引き継がれ、現在はファウンデーションがMozilla Firefoxと呼ばれるウェブブラウザとMozilla Thunderbirdと呼ばれる電子メールクライアントなどの製品の開発および保守を行っている。2006年現在、「Mozilla」の商標はファウンデーションが所有している。

### Mozilla Corporation
2005年8月3日にファウンデーションによって、FirefoxやThunderbirdをエンドユーザに提供するため設立された子会社。法人税の支払いも行う。また、マーケティングや製品の宣伝の監督目的としての役割も持つ。

## Mozilla Application Suite
1998年、ネットスケープは、Netscape Communicatorのバージョン5の開発を中止し、そのソースコードを自由ソフトウェアおよびオープンソースライセンスの下で公開した。このことは、後に「オープンソース運動」と呼ばれる一連の動きにつながっていくこととなる（オープンソースソフトウェアの歴史参照）。このアプリケーションの名称は「Mozilla」と名付けられた。Mozilla 1.0がリリースされたのは2002年の6月5日であった。
この製品は Netscapeスイート（バージョン6・7）とその基礎となるコードベース（Gecko）をベースとしているフリーのオープンソースソフトウェアというのはよく知られている。また、FirefoxやThunderbirdといったファウンデーションの主な製品にも含まれているように、たくさんのスタンドアロンソフトウェアの基礎にもなった。Firefoxなどのスタンドアロン製品とこのスイートを区別して、「Mozilla Suite」または「Mozilla Application Suite」と呼ばれている。
ファウンデーションは2006年にMozilla Suiteの開発を終了し、FirefoxとThunderbirdへと開発の主軸を変えている。同年以降はファウンデーションから独立したボランティアコミュニティが開発を引き継ぎ、SeaMonkeyとしてリリースされている。

## Geckoを搭載したブラウザーの総称
Mozillaという言葉はHTMLレンダリングエンジンGeckoを搭載したブラウザーを指すことが多い。
たとえば、あるウェブサイトで「Mozillaのブラウザが使える」と書いてあるとき、それは Mozilla Suite、Mozilla Firefox、Camino、Netscape Navigator 9など、Geckoを搭載したブラウザで閲覧できることを意味する。

## Mozillaアプリケーションフレームワーク
Mozillaとは Mozillaアプリケーションフレームワークという意味合いで、複数のオペレーティングシステムで動作するクロスプラットフォームアプリケーションフレームワークのアプリケーションを書くときに使われる。それは Geckoレイアウトエンジンがもっとも大きなものであり、XULのユーザーインターフェイスツールキット、Neckoネットワーキングライブラリなどのコンポーネントもこれに当てはまる。これは Mozillaベースのブラウザやアプリケーションの核として組み立てられる。

## Mozillaコードベース
Firefoxや Thunderbird、XULRunnerのような MozillaソフトウェアプロジェクトのソースコードはCVSリポジトリが集合的にマネージメントしている。この大きなコードベースは Mozillaコードベース、Mozillaソースコード、もしくは単に「Mozilla」と呼ばれる。
Mozillaコードベースは元々はNetscape Public Licenseで提供されていた。ライセンスが1.1にバージョンアップする際にMozilla Public License（MPL）に変更した。フリーソフトウェア財団などのGPLライセンスモジュールとMPLライセンスモジュールは法律的に組み合わせることはできないが、この理由のためにMPLは開発者では使わないことを推奨していた。この問題を焦点に当て、ファウンデーションは2003年にGPLとLGPLの下で新たにMPLのライセンスを策定をした。

## Netscape Navigatorのコードネーム
歴史上、Mozillaの名称が内部的なコードネームとして使われ始めたのはNetscape Navigatorである。ジェイミー・ザウィンスキーがネットスケープ社に勤務していた頃、この名前が会議の議題とされた。Mozillaの名称はMosaic Killer（モザイク・キラー）の短縮形で、意味合いはこのプロジェクトが発足した当時人気のあったMosaicをウェブブラウザのトップの座から落とすことと、Godzillaの名前を参考にしていることからとしている。

## ネットスケープ社のマスコット
Mozillaはすでに解散したネットスケープの前の会社名であるモザイクコミュニケーションズのマスコットでもある。
選考当初、様々なマスコットの形が出され、その中にヘルメットを被った宇宙飛行士もしくはspacemanというのがあったが、結果としてゴジラのような名前でうまくいけると考えられ、ゴジラに似たトカゲが選ばれた。このゴジラに似た緑色のトカゲは1994年にデイブ・タイタスによって描かれた。
それから Mozillaはネットスケープのウェブサイトの早期から目立つように置かれた。しかしながら、顧客にプロジェクトがアマチュアの集団ではなくプロの集団であると認識してもらう必要があったため、その画像は削除された。その Mozillaはネットスケープ社内で使われ続け、しばしばその画像が描かれたTシャツを社員に与えたり、マウンテンビューにあるネットスケープ社の敷地の壁に飾られていた。
ネットスケープコミュニケーションズが1998年にウェブ辞書のサイトであったNewHooを買収し、Mozillaプロジェクトの類似点を要因としてdmoz（ディーモズ）というニックネームで呼ばれているOpen Directory Projectにイメージを一新させた。Mozillaの画像はネットスケープコミュニケーションズがAOLによって買収、解散したにも拘わらず、今日まで Mozillaのサイトの全てのページに留まっている。
Mozillaのマスコットは、二代目の赤いティラノサウルスに置き換わっているが、Open Directory Projectには、以前からの緑色の怪獣が用いられている。

## ユーザーエージェント名
HTTPリクエストヘッダ中で、クライアントからサーバにクライアントの種類を示す情報として、ユーザーエージェント文字列と呼ばれる文字列が送信される。これを観察すると、ネットスケープナビゲーター（の子孫）では「Mozilla/バージョン名」と実行中のオペレーティングシステム等についての幾つかの情報を確認することができる。

ネットスケープブラウザは他のブラウザにはない多くの機能を最初に実装して市場を急速に支配するようになった。そのため、ユーザーエージェント文字列内の "Mozilla" などを検出して、ネットスケープでしか動作しない、あるいはそうでなくても、ネットスケープでのみ完全に動作する、といった設計の多くのサイトが作られた。それゆえ、競合ブラウザはそのようなサイトでも動作するようにエミュレート（クローキングあるいは「偽装」）するようになった。この最初の例がInternet Explorerがユーザーエージェント文字列の最初に
Mozilla/バージョン (compatible; MSIE バージョン ...)
を使うようになったことである。これによって、開発上の主要なライバルであるネットスケープ用のコンテンツを受け取ることができた。それ以来、このユーザーエージェント文字列の書式は他のユーザーエージェントに真似され、「本家」たる Netscapeの開発が終了して久しい今日でさえユーザーエージェント文字列中に Mozilla を含めることが続いている。
古いアクセス解析プログラムなどでは、ユーザーエージェント名が「Mozilla/5.0」から始まるものをNetscapeシリーズのバージョン5と判断した物もあったようだが、それは誤りである（そもそもNetscapeのバージョン5は開発が中止されている）。